# Lori Heuring
Lori Ann Heuring est une actrice américaine née le 6 avril 1973 à Panama.

## Biographie
Née à Panama, elle habite ensuite à Austin dans le Texas. Ayant toujours désiré être actrice, elle suivait des cours d'art dramatique chaque été. Elle commence sérieusement dans ce monde du cinéma par un rôle dans Animal Room, avec Matthew Lillard et Amanda Peet. Après des études sérieuses en finance, où elle décroche un diplôme, elle se consacre à sa carrière d'actrice à Los Angeles. Elle y acquiert une célébrité désormais reconnue, comme le manifeste sa participation au Maître du jeu (Runaway Jury), aux côtés de Gene Hackman et John Cusack.
Son rôle le plus célèbre est sans doute son apparition dans The In Crowd de Mary Lambert, où elle joue le rôle principal, Adrien Williams, sortant d'un hôpital psychiatrique.
Elle est aussi dans divers films (The Player, L.A. Confidential) et séries télévisées (Sherman Oaks, Alias, Demain à la une).

## Filmographie

### Cinéma

#### Longs métrages
- 1994 : Cœur de champion (8 Seconds) de John G. Avildsen : demoiselle d'honneur
- 1995 : Animal Room (en) de Craig Singer : Shelly
- 1998 : Get a Job de Gregg Cannizzaro : [Qui ?]
- 1998 : Le Gang des Newton (The Newton Boys) de Richard Linklater : Flapper
- 1998 : Restaurant (en) d'Eric Bross : Donna
- 1999 : Weeping Shriner, court métrage de William Preston Robertson : la jeune femme
- 2000 : L'Opératrice (en) (The Operator) de Jon Dichter : Christie
- 2000 : Snake Tales de Francesca Talenti : Penelope
- 2000 : The In Crowd de Mary Lambert : Adrien Williams
- 2000 : Just Sue Me (en) de John Shepphird : [Qui ?]
- 2001 : Nailed de Joel Silverman : Robin Eastman
- 2001 : Mulholland Drive de David Lynch : Lorraine Kesher
- 2001 : Pretty When You Cry (en) de Jack N. Green  : Emily
- 2002 : Jeux pervers (Taboo) de Max Makowski : Katie
- 2002 : King's Highway de Scott Malchus : Mary Evanese
- 2003 : Connecting Dots d'Alon Aranya : Nicole
- 2003 : Self Control (Anger Management) de Peter Segal : réceptionniste à Anger Management
- 2003 : Le Maître du jeu (Runaway Jury) de Gary Fleder : Maxine
- 2003 : Two Harbors, court métrage de Victor Buhler : Laurel
- 2004 : Mummy an' the Armadillo de Joseph S. Cardone : Billie
- 2004 : Soccer Dog 2 : Championnat d'Europe de Sandy Tung : Veronica Matthews
- 2005 : Undiscovered (en) de Meiert Avis (en) : hôtesse de l'air
- 2005 : 8 mm 2 : Perversions fatales de Joseph S. Cardone (vidéo) : Tish
- 2006 : False Prophets de Robert Kevin Townsend : Maggie Tate
- 2006 : Zombies (Wicked Little Things) de Joseph S. Cardone : Karen Tunny
- 2008 : The Poker Club (en) de Tim McCann : Jan Tyler
- 2008 : Le Bal de l'horreur (Prom Night) de Nelson McCormick : Mme Keppel
- 2009 : Affamés (Hunger) de Steven Hentges : Jordan
- 2009 : Within d'Hanelle M. Culpepper : Abby Miller
- 2010 : Cross (vidéo) de Patrick Durham : Lucia
- 2010 : Magic de Robert Davi : Dr Sarah Westcott
- 2011 : Le Mytho (Just Go with It) de Dennis Dugan : vendeuse

### Télévision

#### Téléfilms
- 1995 : Texas Justice de Dick Lowry : Tracy Larkspur
- 1997 : The Player de Mark Piznarski : [Qui ?]
- 1998 : Brigade de l'extrême (Blade Squad) de Ralph Hemecker : Jojo Rider
- 2001 : True Blue (Cold Crime) de Joseph S. Cardone : Nikki
- 2002 : The Locket (en) de Karen Arthur : Alice Richards
- 2004 : Le Parfait Amour (Perfect Romance) de Douglas Barr : Jenny Kelly
- 2006 : Red Shoes Diaries: Las Vegas de Zalman King : [Qui ?]

#### Séries télévisées
- 1996 : Walker, Texas Ranger (saison 4, épisode 26 : Le Défi du tueur : Annie Braxton)
- 1996 : Sept à la maison (7th Heaven) (saison 1, épisode 06 : Halloween : Roxanne)
- 1996 : Ellen (saison 4, épisode 08 : Not So Great Expectations : Cowgirl)
- 1997 : Murder One (saison 2, épisode 12 : Chapter Twelve, Year Two : Corinne Phillips)
- 1997 : Le Visiteur (The Visitor) (saison 1, épisode 11 : Miracles : Laura Scott)
- 1998 : Demain à la une (Early Edition) (saison 2, épisode 20 : Sale temps pour un coup de foudre : Renee Callahan)
- 1998 : Les Frères McGrail (To Have and to Hold) (saison 1, épisode 09 : Since I Don't Know You : Maggie Naughton)
- 1998 : Legacy (saison 1, épisode 05 : Emma) : Emma
- 1999 : Wasteland (saison 1, épisode 13 : La mort vous va si bien : Angelina)
- 2001 : Alias : Kate Jones/Eloise Kurtz
  - (saison 1, épisode 05 : Copie conforme)
  - (saison 1, épisode 06 : Véritable Identité)
- 2002 : Going to California (en) (saison 1, épisode 18 : Mixed Doubles) : Karen Kaiser
- 2008 : RPM : Julia Marks
- 2009 : Mental (saison 1, épisode 06 : Journées pluvieuses') : Marcie Crane
- 2010 : The Gates (épisodes 10 et 11) : Nancy

### Anecdotes
- Classée 64e sur la Maxim's Hot 100 List[réf. nécessaire].